# Barbara Nelen
Barbara Nelen (Gent, 20 augustus 1991) is een Belgisch hockeyspeelster. 

## Levensloop
Nelen begon haar sportieve carrière bij La Gantoise. Vervolgens maakte ze de overstap naar KHC Dragons, alwaar ze 2 seizoenen bleef. Daarna ging ze aan de slag bij  Oranje Zwart (1 seizoen) en vervolgens Braxgata (4 seizoenen). In 2019 keerde ze terug naar haar jeugdteam.. Ze werd vijfmaal landskampioen, waarvan tweemaal met Braxgata (2016 en 2017) en driemaal met La Gantoise (2021, 2022 en 2023). Ook kreeg ze driemaal (2011, 2013 en 2017) de Gouden Stick.
Ook maakt ze deel uit van de Belgische vrouwenhockeyploeg. Met de Red Panthers nam ze onder meer deel aan de Europese kampioenschappen van 2011, 2013, 2015, 2017, 2019, 2021 en 2023. Alwaar ze in 2021 brons en in 2017 en 2023 zilver behaalde. Voorts nam ze ook deel aan de wereldkampioenschappen van 2014, 2018 en 2022. Ten slotte maakte ze deel uit van de nationale selectie die deelnam aan de Olympische Zomerspelen van 2012 te Londen. Kort voor haar afreis naar Londen was ze slachtoffer van een diefstal, waardoor ze nog nieuwe identiteitsbewijzen moest afhalen in haar woonplaats Destelbergen. Ze verzamelde tot dusver 306 caps.